# Xiphisterinae
Die Xiphisterinae sind eine Unterfamilie aus der Fischfamilie der Stachelrücken (Stichaeidae) in der Teilordnung der Aalmutterverwandten (Zoarcales). Alle Arten der Gruppe sind bodenbewohnende Meeresfische, die in den kühlen Gewässern des nördlichen Pazifiks vorkommen.

## Merkmale
Der Körper der Xiphisterinae ist langgestreckt und vorne in den meisten Fällen etwas höher als hinten. Die Anzahl der Wirbel liegt bei 62 bis 81. Die Xiphisterinae werden 8 bis 58 cm lang. Die Rückenflosse zeigt eine ausgeprägte Abstufung; die ersten Flossenstrahlen sind deutlich kürzer und schwächer als die letzten. Die Afterflosse besitzt einen bis drei Flossenstacheln. Bei allen Arten sind die Brustflossen klein, bei Xiphister winzig und kleiner als der Augendurchmesser. Die Anzahl der Brustflossenstrahlen liegt bei 9 bis 15. Bauchflossen fehlen oder sind bis auf einen Flossenstachel reduziert. Viele Arten, vor allem die der Tribus Alectriini, zeigen einen Hautkamm auf der Kopfoberseite. Wangenschuppen fehlen. Die vorderen Rippen sind massiv.

## Gattungen und Arten

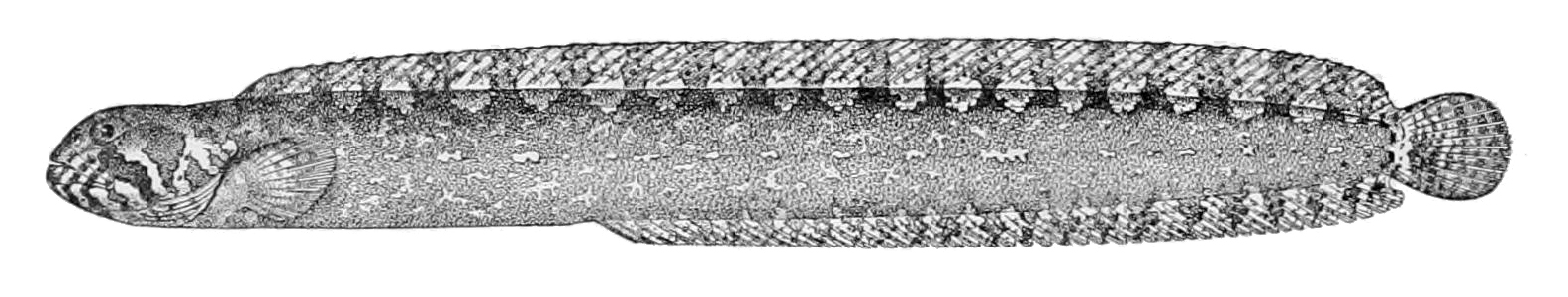
Anoplarchus insignis

- Gattung Alectridium
  - Alectridium aurantiacum
- Gattung Anoplarchus
  - Anoplarchus insignis
  - Anoplarchus purpurescens
- Gattung PhytichthysPhytichthys chirus
  - Phytichthys chirus
- Gattung Pseudalectrias
  - Pseudalectrias tarasovi
- Gattung Scytalina
  - Scytalina cerdale
- Gattung Xiphister
  - Xiphister atropurpureus
  - Xiphister mucosus

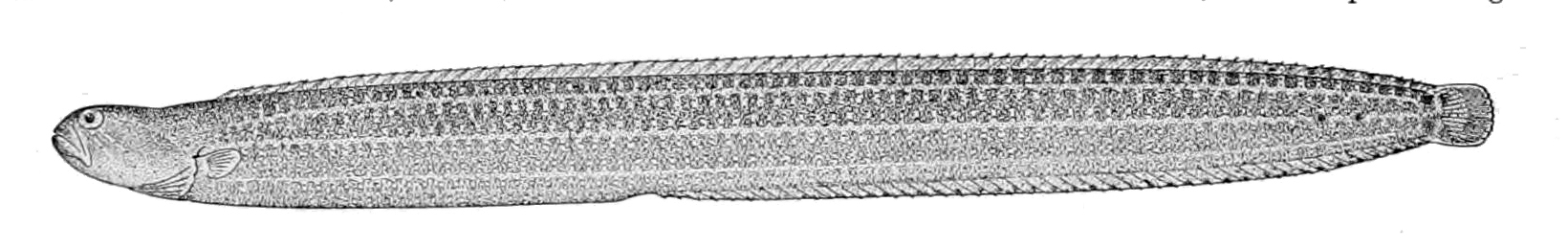
Phytichthys chirus

Die ursprünglich in die Xiphisterinae gestellten Gattungen Dictyosoma und Esselenichthys wurden 2017 in die Familie Cebidichthyidae verschoben.